# Fukov

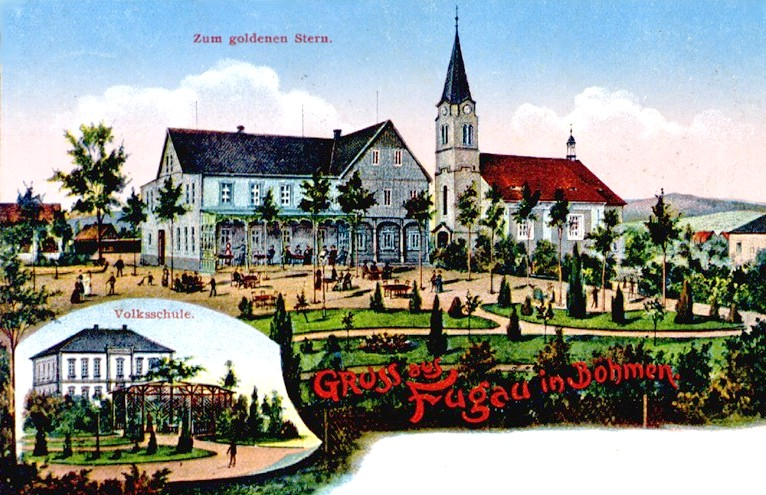
Die St. Wenzels-Kirche und das Gasthaus „Zum goldenen Stern“ in Fugau auf einer historischen Ansichtskarte.

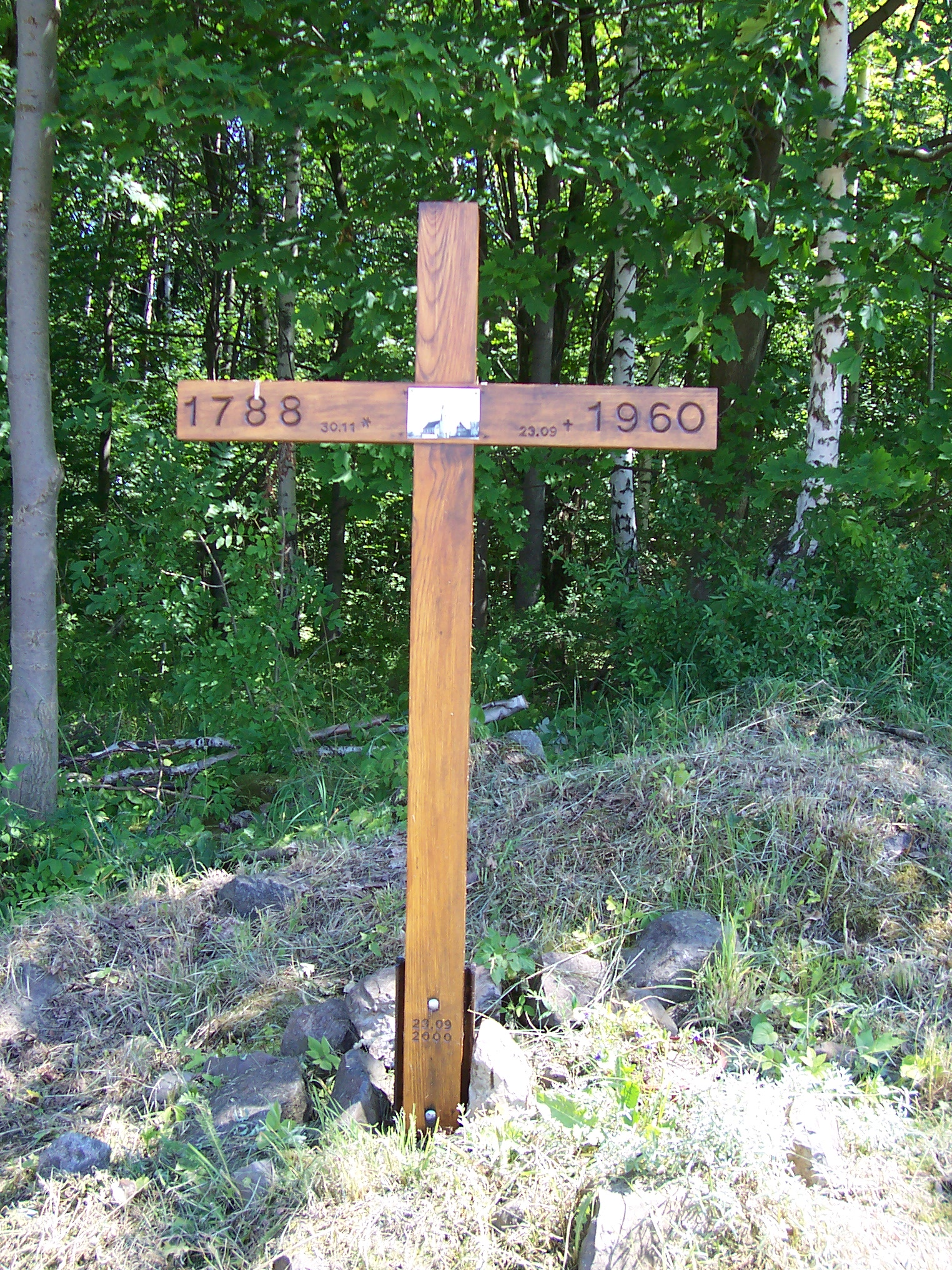
Holzkreuz auf den Trümmern der St. Wenzels-Kirche

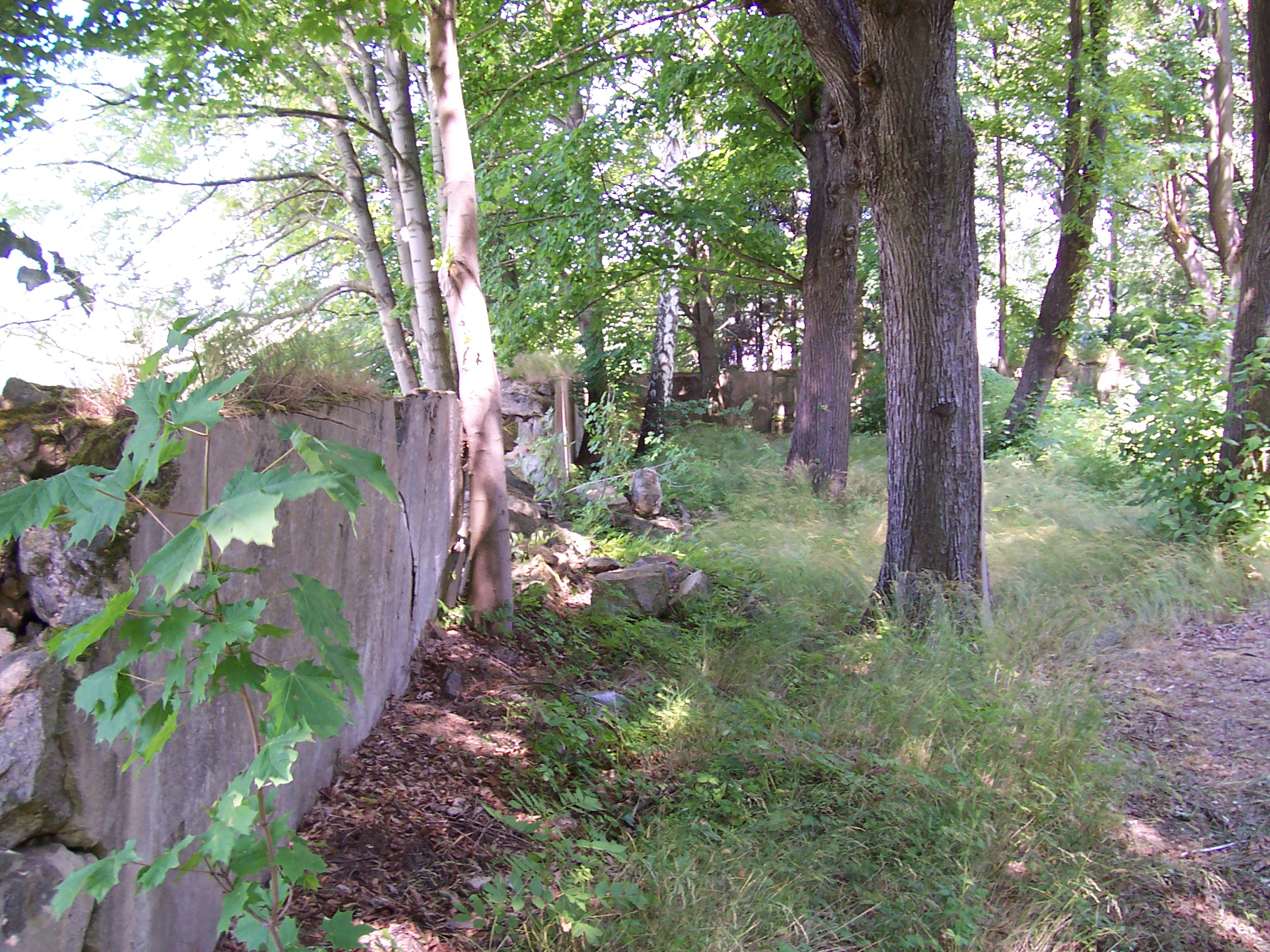
Ruinen des ehemaligen Friedhofes 2006

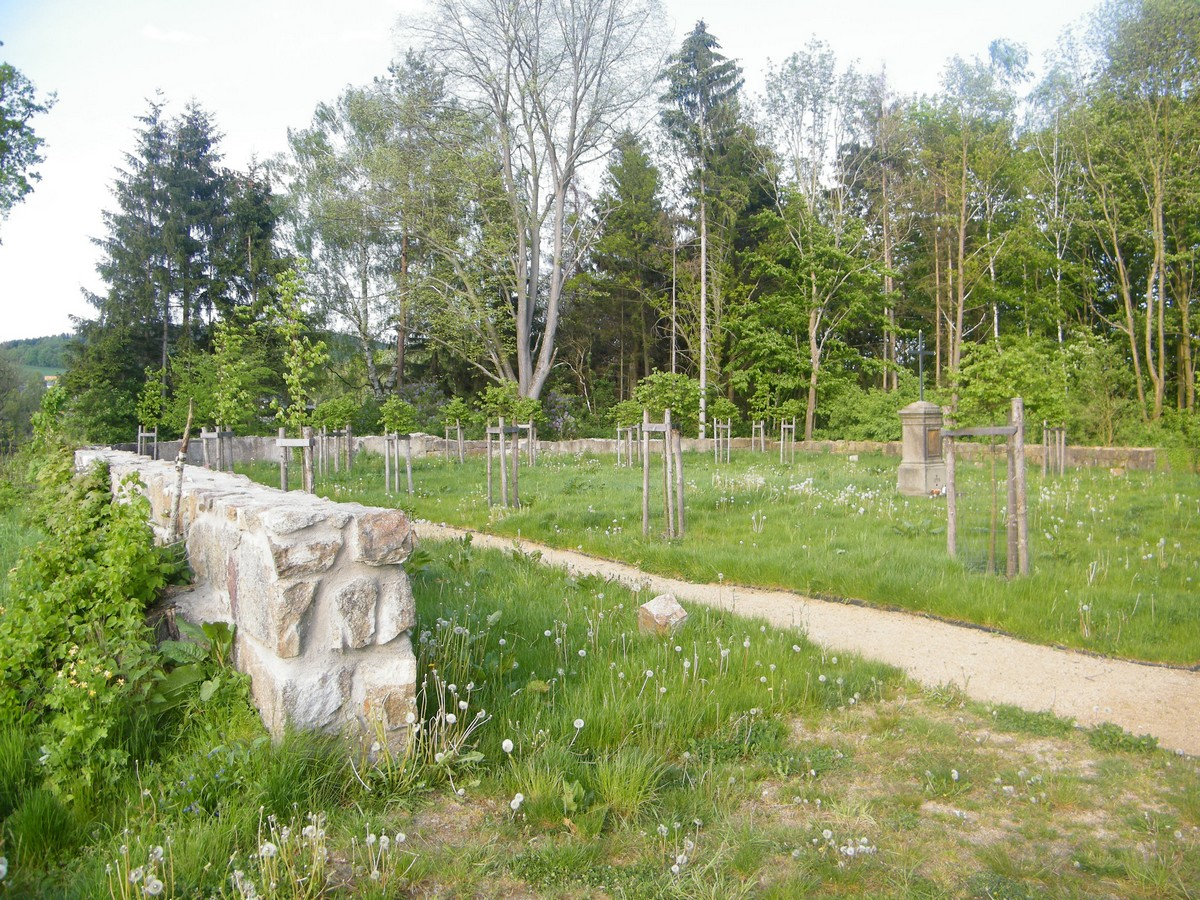
Friedhof nach der Renovierung, 2016

Fukov (deutsch: Fugau) war ein böhmisches Dorf an der Spree in Tschechien. Sein Kataster mit einer Fläche von 275,6603 ha gehört heute zur Stadt Šluknov.

## Geographie
Fukov lag im äußersten Norden des Böhmischen Niederlandes um den Hopfenberg (Chmelový vrch, 376 m) im Fugauer Zipfel, einem böhmischen Landstreifen, der in sächsisches Territorium hineinragt und von der Eisenbahnstrecke Dresden–Zittau sowie der Spree durchquert wird. Die Eisenbahnstrecke führt zwischen den Stationen Taubenheim (Spree) und Neusalza-Spremberg hier für ca. einen Kilometer durch Tschechien. Fugau war der einzige Ort, in dem die Spree auf böhmischem Gebiet verläuft. Nachbarorte waren Neuoppach im Norden, Neusalza-Spremberg im Osten, Neutaubenheim im Westen und Taubenheim/Spree im Nordwesten. Südöstlich erhebt sich der Sonneberg (401 m). In Alt Fugau entsprang das Fugauer Flössel, durch den südlichen Teil von Neu Fugau floss die Weißbach (Fukovský potok).

## Geschichte
Die erste schriftliche Erwähnung des Fischerdorfes Fugau erfolgte im Jahr 1474 als Besitz der Herzöge von Sachsen. Später erwarben die Herren von Schleinitz das Dorf. Diese überließen Fugau im Jahre 1531 Anton von Uechtritz. 1555 erbte dessen Sohn Abraham von Uechtritz das Gut. Abraham d. J. von Uechtritz verkaufte Fugau 1630 an den Besitzer der Herrschaften Schluckenau und Hainspach, Wolfgang von Mansfeld. Nachfolgender Besitzer war Anton von Brummer. Dessen Erben verkauften Fugau 1682 für 7.650 Schock an Philipp Siegmund von Dietrichstein, der das Gut seiner Herrschaft Schluckenau zuschlug. Die nach dem Dreißigjährigen Krieg eingeleitete Rekatholisierung blieb in Fugau zunächst ergebnislos, die Bewohner blieben Protestanten. Wegen Fehlens eines eigenen Gotteshauses besuchten die protestantischen Gläubigen die Dorfkirche Spremberg im östlichen Nachbarort. Im Jahre 1696 ließ die Herrschaft Schluckenau das Dorf gewaltsam rekatholisieren. Ein Teil der Protestanten verließ daraufhin Fugau und siedelte sich jenseits der Grenze in Oppach, Taubenheim und Spremberg, heute Neusalza-Spremberg, an. Im Jahre 1780 begann in Fugau der Bau der Kirche des hl. Wenzel, geweiht wurde sie 1788. Während der Napoleonischen Kriege lagerte im September 1818 ein von Alexandre Andrault de Langeron kommandiertes russisches Heer mit 60.000 Mann bei Fugau.
1848/49 bestrebten die Regierungen von Sachsen und Österreich ihre bis dahin sehr heterogene Staatsgrenze mit vielen En- bzw. Exklaven, zu „begradigen“. Das Ergebnis wurde im Hauptgrenz- und Territorialrezess zwischen Sachsen und Österreich beurkundet. Wegen seiner besonderen Lage war auch Fugau betroffen und es wurde 1848 ein Referendum über eine Angliederung an das Königreich Sachsen durchgeführt, bei dem sich die Bewohner Fugaus für einen Verbleib beim österreichischen Kronland Böhmen entschieden. Nach der Aufhebung der Patrimonialherrschaften bildete Fugau / Fugava ab 1850 eine Gemeinde im Gerichtsbezirk Schluckenau. Ab 1868 gehörte die Gemeinde zum Bezirk Schluckenau. Im Jahr 1919 lehnten die Bewohner der Gemeinde erneut einen Anschluss von Fugau an Sachsen ab. Der tschechische Name Fukov wurde 1924 eingeführt. Im Jahre 1930 hatte Fugau 791 Einwohner. Das Dorf bestand aus 143 Häusern; im Ort gab es eine Kirche, ein Pfarrhaus, eine zweiklassige Schule, ein Postamt, ein Zollamt, 58 Gewerbebetriebe, fünf Gasthäuser und etwa 20 Läden. Ein Teil der Einwohner arbeitete als Steinbrecher und Steinmetzen. In Folge des Münchner Abkommens wurde Fugau 1938 dem Deutschen Reich zugeschlagen und gehörte bis 1945 zum Landkreis Schluckenau. 1939 lebten 703 Personen in dem Dorf. Nach dem Zweiten Weltkrieg kam Fukov 1945 zur Tschechoslowakei zurück und der größte Teil der deutschen Bevölkerung wurde vertrieben. 1949 kam Fukov nach der Aufhebung des Okres Šluknov zum Okres Rumburk.
Im Jahr darauf wurde der entvölkerte Ort nach Království eingemeindet und die Grenze nach Sachsen geschlossen. Seit den 1950er Jahren war Fukov zur Übergabe an die DDR vorgesehen. Als sich die Pläne einer Grenzbereinigung zerschlugen, begannen die tschechoslowakischen Behörden mit dem Abriss des Ortes. Mit der Sprengung der Kirche sowie der Schule am 23. September 1960 war der Ort schließlich dem Erdboden gleichgemacht. Im Zuge der Gebietsreform von 1960 wurde Fukov zusammen mit Království nach Šluknov eingemeindet und dem Okres Děčín zugewiesen.
Die Ruinen des ehemaligen Ortes sind für Fußgänger und Radfahrer von der Oppacher Grenzstraße (Fugauer Straße) aus über eine kleine Spreebrücke zugänglich. Ein am 23. September 2000 aufgestelltes Holzkreuz erinnert an den Ort.
Der Friedhof, eines der letzten übriggebliebenen Baudenkmäler des zerstörten Dorfes, wurde 2014 mit Mitteln des Deutsch-Tschechischen Zukunftsfonds renoviert.
Von 2011 bis 2023 plante der niederländische Konzern Center Parcs die Errichtung eines Freizeitparks im Fugauer Zipfel. Auch aufgrund unklarer Finanzierung wurde das Projekt 2017 zunächst auf Eis gelegt und 2023 schließlich ganz fallengelassen. Stattdessen wurde ein Radwanderweg als Lückenschluss zwischen dem Spreeradweg in Oppach und der tschechischen Radroute 3043 Filipov–Dolní Poustevna geplant. Verwirklicht wurde davon (Stand Februar 2025) die Asphaltierung der ehemaligen Dorfstraße von Fugau im Bereich zwischen Staatsgrenze und dem Fugauer Wasserwerk am Hopfenberg.

## Ortsgliederung
Fugau bestand aus den Ortsteilen Alt Fugau und Neu Fugau. Alt Fugau gliederte sich in die Ortslagen Oberfugau und Niederfugau. Zu Neu Fugau gehörte die Ortslage Plümpeldörfel.

## Söhne und Töchter der Gemeinde
- August Weirich (1858–1921), österreichischer Musiker, 1903–1921 Kapellmeister am Wiener Stephansdom
- Rudolf Kauschka (1883–1960), deutscher Lyriker, Schriftsteller, Rennrodler und Bergsteiger
- Franz Tippel (1923–2010), deutscher Maler und Grafiker
- Jindřich Roudný (1924–2015), tschechoslowakischer Leichtathlet